# Ingrid Hanušová
Ingrid Hanušová (* 16. prosince 1956, Bohumín) je psycholožka (psychoterapeutka), výtvarnice, literátka, autorka knižních ilustrací, programátorka a vysokoškolská pedagožka.

## Život

### Rodinné zázemí
Ingrid Kratochvílová se narodila do lékařské rodiny. Oba rodiče byli umělecky nadaní. Její otec Zbyněk psal básně, matka Barbara v mládí malovala. Během druhé světové války byli oba totálně nasazeni na práce pro velkoněmeckou říši, otec v Praze, matka v oblasti polských Mazur u sedláka a později v Německu v důlní zbrojařské továrně. Ke konci druhé světové války byla matka postřelena do plic německým letcem a půl roku ležela ve vojenském lazaretu.[zdroj?]

### Technická studia a pracovní začátky
Od roku 1968 studovala Ingrid Kratochvílová na víceletém gymnáziu a po skončení středoškolských studií a složení maturitní zkoušky (1976) chtěla pokračovat na vysoké škole studiem medicíny nebo archeologie. Z kádrových důvodů ji tento druh studia nebyl umožněn, v roce 1976 pak byla přijata k pětiletému studiu na ČVUT FEL do tehdy relativně nového oboru „elektronické počítače“. Po státnicích nastoupila ještě v roce 1981 jako samostatný výzkumný pracovník do Výzkumného ústavu matematických strojů (VÚMS) v pražských Vokovicích, kde působila až do roku 1986. V letech 1986 až 1991 pracovala jako analytik v IT firmě Inorga Praha a zde ji také zastihla sametová revoluce.

### Netechnická studia
Po pádu komunistického režimu v listopadu 1989 a uvolnění poměrů (ovlivněna svým strýcem psychoterapeutem Stanislavem Kratochvílem) vystudovala jednooborovou psychologii (a absolvovala doktorandské studium) na pražské Filozofické fakultě Univerzity Karlovy (FF UK) (rok ukončení řádného studia: 1995) a posléze ještě bakalářské studium v Ateliéru arteterapie na Pedagogické fakultě Jihočeské univerzity v Českých Budějovicích. Absolvovala několikaleté systematické psychoterapeutické výcviky v Gestalt terapii a v PCA terapii. Kromě uvedeného absolvovala i další kratší odborné kurzy, výcviky a workshopy zaměřené na tuto problematiku. Absolvovala zahraniční výměnnou stáž na vysoké škole Hogeschool v Amersfoortu v Nizozemsku (dramaterapie, muzikoterapie a arteterapie) a stáže v zařízeních komunitní péče o duševně nemocné v Anglii (v Londýně a v okolí městečka Totnes).

### Působení v oblasti psychologie
Poté působila či stále působí jako psycholožka a psychoterapeutka ve Fokusu Praha (jako dobrovolník); v psychoterapeutické a psychosomatické klinice ESET (jako externí lektor); v Křesťanské pedagogicko-psychologické poradně; ve škole pro vadně mluvící; v psychologické poradně pro vysokoškolské studenty lékařské fakulty. Vyučuje (coby odborná asistentka) lékařskou psychologii v Ústavu humanitních studií v lékařství 1. lékařské fakulty Univerzity Karlovy v Praze.

### Působení v oblasti arteterapie
Jako arteterapeutka působila na psychiatrickém oddělení polikliniky Na Dlouhém lánu v Praze 6 a v komunitním centru Communio na Praze 1. Vyučuje arteterapii na Pražské vysoké škole psychosociálních studií; byla dlouholetou členkou výboru České arteterapeutické asociace (ČAA).

### Umělecké aktivity
V roce 1981 absolvovala malířský kurs u akademického malíře Jana Podešvy. V rámci studia arteterapie malovala v letech 1990 až 1994 pod vedením výtvarníka PhDr. Milana Kyzoura (1932–2000).
V uměleckém světě se etablovala jako výtvarnice (40 samostatných či kolektivních výstav obrazů malovaných svébytnou kombinovanou technikou, ilustrátorka, iluminátorka) a autorka básní i prózy (sbírka básní INKA s obrazy jako volnými listy v příloze). Básně a povídky byly zveřejněny a oceněny v řadě sborníků a antologií. V přípravě je sbírka próz a pohádek. Účastnila se i více než deseti různých autorských čtení.

Ukázky z výtvarné tvorby; kombinovaná technika (1994–2004)
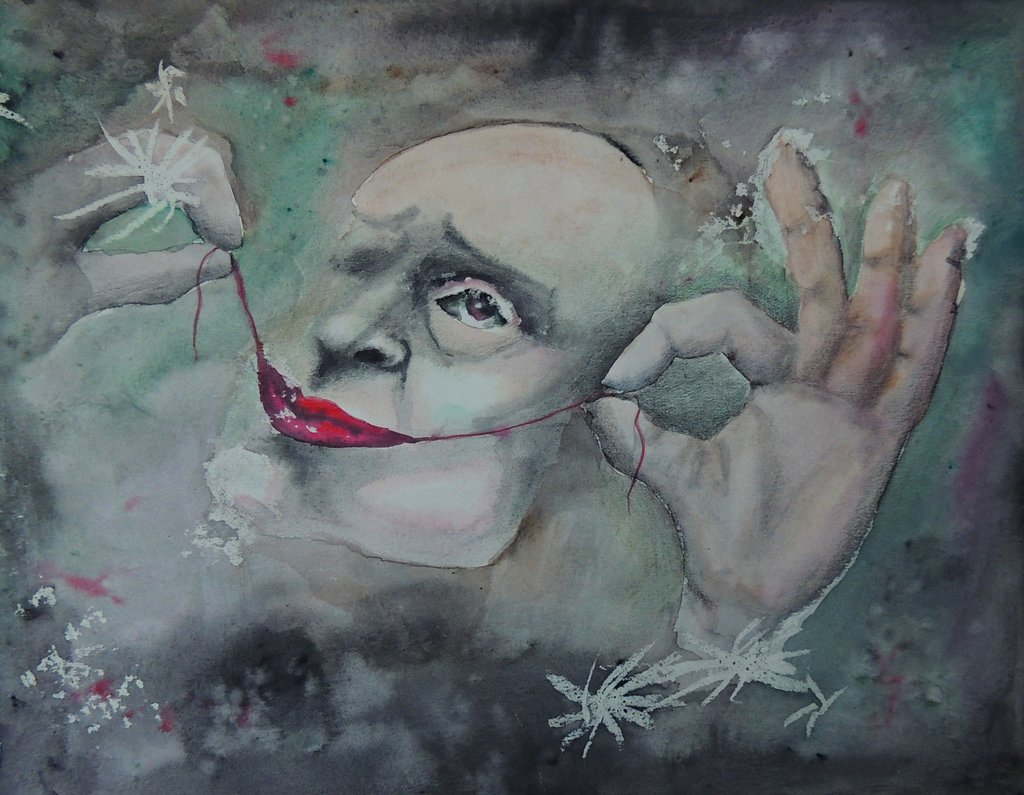
Keep smiling
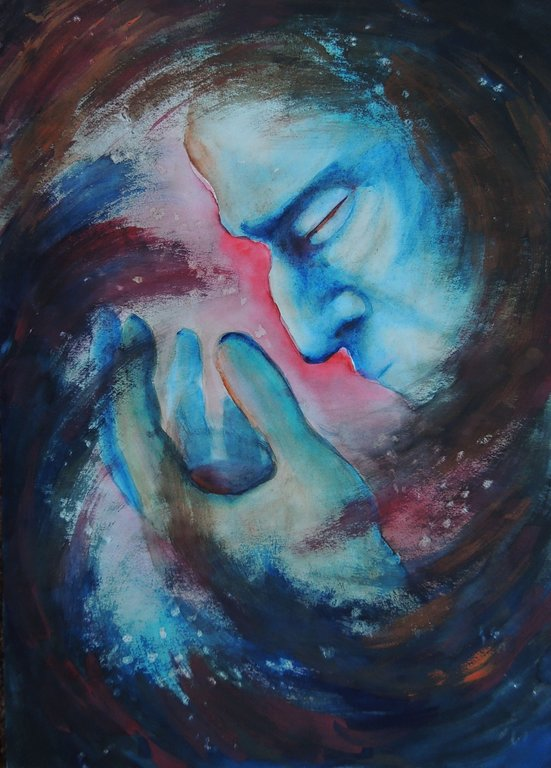
Oko uragánu
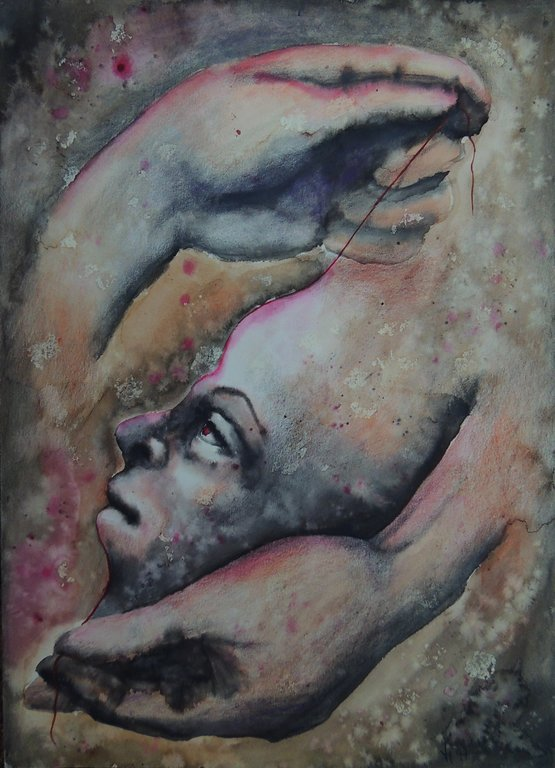
Prchavé stvoření
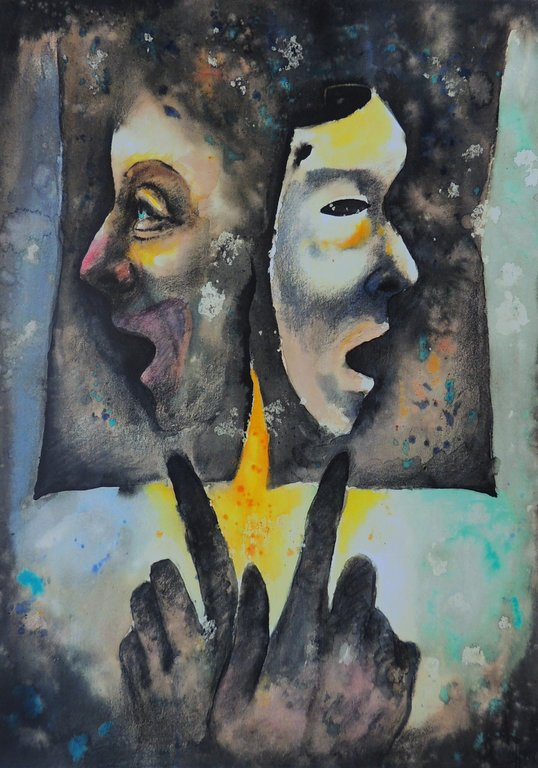
Směšná volba

### Sci-fi komunita
Od dob studií byla aktivní ve sci-fi komunitě; byla členkou sci-fi klubu BC Praha; publikovala řadu vědeckofantastických povídek; je autorkou mnoha ilustrací se sci-fi tematikou; získala titul AuCAF za první místo v soutěži Antigé za rok 1988 a další ocenění.

### Amatérské divadlo
Od roku 2013 je amatérskou herečkou ve dvou neprofesionálních divadelních spolcích; absolvovala kurz divadelní režie. Je také autorkou obrazů, které byly použity v některých divadelních inscenacích. Vedla dramatický kroužek předškoláků Dramaťáček v Domě dětí a mládeže Spirála na Praze 8.[zdroj?]

### Zájmy a záliby
Zabývala se cvičením jógy a filozofií jógy. Mezi další její zájmy patří studium cizích jazyků (angličtina, francouzština, hebrejština), geocaching, astronomie, turistika a fotografování přírody. Z rekreačních sportů se nejraději věnuje plavání, běhu, cyklistice a lyžování. Od 17 let chodila dva roky do klubu důlních záchranářů-potápěčů v rámci Svazarmu.

### Rodina
Žije s manželem Petrem (* 1956) v Praze. (Sňatek v roce 1996).

## Publikační činnost

### Básně a jiné
- HANUŠOVÁ, Ingrid. INKA: verše. 1. vydání Praha: Dryada, 2011; 79 stran; ISBN 978-80-87025-25-3. (Výbor z veršů z let 1985–2005 doplněný sadou 17 autorčiných barevných grafických reprodukcí na volných listech)[5]
- STIBOR, Vladimír a kolektiv. Ohlédni se, nezkameníš: almanach české poezie 2021. První vydání. V Hradci Králové: Milan Hodek – Paper Jam; 2021 226 stran; ISBN 978-80-88372-15-8. (Ingrid Hanušová, strany 60, 61; básně: Tobě; Zuřivá báseň; Na břehu noci)[13][14]
- UHROVÁ, Marie. (Illustrations: Inka Hanušová).  Malířská romance. Praha: Nová vlna, 2022; 133 stran; ISBN 978-80-88343-37-0.
- HANUŠOVÁ, Ingrid. Do dnešního dne. V Praze: Nová vlna, 2024]320 stran; ISBN 978-80-88343-70-7. Sbírka povídek (i sci-fi povídek) a tři scénáře.[15]

### Odborné publikace
- VYMĚTAL, Jan a HANUŠOVÁ, Ingrid a kolektiv. Obecná psychoterapie. Vydání 1. Praha: Psychoanalytické nakladatelství, 1997; 295 stran; Psychoterapie; svazek 6. ISBN 80-86123-02-2. Kapitoly: Indikace a cíle psychoterapie (strany 27 až 33); Účinné faktory psychoterapie (strany 94 až 102).[5]
- VYMĚTAL, Jan a HANUŠOVÁ, Ingrid a kolektiv. Speciální psychoterapie: (úzkost a strach). Vydání 1. Praha: Psychoanalytické nakladatelství, 2000; 481 stran; Psychoterapie; svazek 8; ISBN 80-86123-15-4. Kapitola: Expresivní postupy (strany 344 až 392).[11][5]
- VYMĚTAL, Jan a HANUŠOVÁ, Ingrid a kolektiv. Obecná psychoterapie. 2., rozšířené a přepracované vydání Praha: nakladatelství Grada, 2004. Psyché. ISBN 80-247-0723-3. Kapitoly: Indikace a cíle psychoterapie (strany 39 až 36); Účinné faktory psychoterapie (strany 115 až 126).[16][5]
- VYMĚTAL, Jan a HANUŠOVÁ, Ingrid a kolektiv. Speciální psychoterapie. 2., přepracované a doplněné vydání. Praha: nakladatelství Grada, 2007; 396 stran; Psyché. ISBN 978-80-247-1315-1. Kapitola Expresivní postupy (strany 259 až 292).[11][5]